# Pneumotorax
Pneumotorax (PNO) je definován jako nahromadění vzduchu či jiného plynu v pleurální dutině. Pleurální dutina je uzavřený prostor obklopující plíce, je ohraničený nástěnnou a plicní pleurou a je v něm podtlak.
Příčinou pneumotoraxu může být prasknutí subpleurálních bul, poranění hrudníku, některé lékařské zákroky (např. opichy páteře nebo kanylace žil).

## Klinický obraz a formy

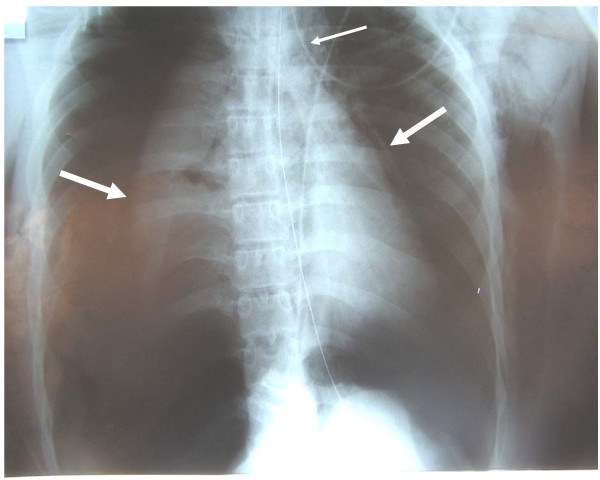
Rentgenový snímek oboustranného pneumotoraxu. Šipky ukazují hranice kolabovaných plic

Klinický obraz pneumotoraxu závisí na rychlosti jeho vzniku, přidružených chorobách, rozsahu pneumotoraxu a jeho formě (uzavřený, otevřený, ventilový, normotenzní, tenzní). Postižený má nejčastěji bolest na hrudi, kašel a dušnost. Levostranný pneumotorax může svou symptomatologií napodobovat koronární příhodu. Pokud se alespoň část plic rozvíjí, není normotenzní pneumotorax životně nebezpečný.
Ventilový (přetlakový, tenzní) pneumotorax vzniká tzv. ventilovým mechanismem, kdy při nádechu proniká do pleurální dutiny vzduch a při výdechu se defekt uzavírá, čímž se vzduch hromadí v dutině. Tento typ pneumotoraxu je smrtelně nebezpečný, protože vzduch hromadící se v dutině hrudní postupně utlačuje všechny orgány mediastina na nepostiženou stranu, čímž se utlačují velké cévy a dochází k obstrukčnímu šoku nedostatečným návratem krve do srdce.
U ventilového pneumotoraxu vzniká život ohrožující stav s bolestí, dušností, cyanózou, zrychlení srdeční frekvence a poklesem krevního tlaku.. Tenzní pneumotorax zabíjí oběhovým, nikoliv dechovým selháním. Může vzniknout při poranění hrudníku zvenčí(otevřený) i u neporušené či druhotně ošetřené hrudní stěny (uzavřený). Okamžité uvolnění přetlaku punkcí nebo hrudní drenáží zachraňuje život.

## Příčiny pneumotoraxů
- traumatický (úrazový) pneumotorax vzniká při perforaci hrudní stěny nebo při poranění jícnu, průdušek či zlomenině žeber,
- spontánní (samovolný) pneumotorax
  - primární idiopatický (bez známé příčiny). Někdy se může objevit u zdravých lidí (typicky vysokých mladých mužů s výskytem pneumotoraxu v rodině). Většinou se jedná o vrozené oslabení plicní tkáně. Při větší námaze (zdvihání břemena v nádechu, cvičení, ...) se projeví bolest v hrudníku a dušnost.
  - sekundární vzniká následkem plicních chorob (jako je např. CHOPN nebo cystická fibróza),
- iatrogenní (důsledkem léčby) pneumotorax vzniká při invazivních lékařských úkonech a vyšetřeních. Nejčastěji jde o zavádění žilního vstupu - katetrizace podklíčkové žíly, dále transparietální aspirační biopsie, akupunktura. Přístrojová mechanická ventilace používající přetlak rovněž může vést k pneumotoraxu.[2]
- indukovaný (záměrný) pneumotorax se využívá při toraskopii, endoskopickém vyšetření hrudní dutiny. Léčebný pneumotorax byl používán před objevem antibiotik při léčbě tuberkulózy.

## Léčba
Malý a normotenzní pneumotorax bez výrazných dechových obtíží není třeba léčit, stačí pouze pozorování s případnou oxygenoterapií, která zvyšuje absorpci vzduchu, nebo jej můžeme zmenšit odsátím vzduchu punkcí přes hrudní stěnu. Rozsáhlejší spontánní pneumotorax je třeba drénovat, tedy postupně za nízkého tlaku odsávat vzduch. Při selhání všech výše uvedených metod je na místě chirurgický zásah.
Otevřené pneumotoraxy je většinou nutné chirurgicky ošetřit včetně hrudní drenáže. Uzavřením rány totiž může vzniknout přetlak. Pacient je vždy sledován a opakovaně rentgenován.
Tenzní pneumotorax je třeba ošetřit co nejdříve - nejprve snížíme intrapleurální tlak odsátím vzduchu silnou punkční jehlou (nejlépe ve 2. mezižebří) a poté drénujeme hrudník.
Před objevením antituberkulotik se používal k léčbě tuberkulózy iatrogenní pneumotorax. Jeho cílem byl kolaps plicního laloku postiženého kavernou, proto tato metoda dostala název kolapsoterapie. Pacienti byli udržováni v klidu a dobře živeni a někdy došlo k úspěšnému opouzdření pomocí vazivových vláken, která kolem tuberkulozního ložiska vytvořila obal a tím ho izolovala od okolní tkáně. Hrozila samozřejmě infekce a krvácení z opakovaných punkcí.